# 横須賀市立衣笠中学校
横須賀市立衣笠中学校（よこすかしりつ きぬがさちゅうがっこう）は、神奈川県横須賀市平作にある市立中学校。

## 沿革
- 1978年（昭和53年）4月1日 - 横須賀市立池上中学校から分離、開校。

## 部活動

### 運動部
- 男子バスケットボール部
  - 2012年1月、第35回神奈川県中学校バスケットボール新人大会にて優勝[1]。
- 男子バスケットボール部

・女子バスケットボール部
- 卓球部
- サッカー部
- 男子ソフトテニス部
- 女子ソフトテニス部
- 野球部
- 女子バレーボール部
- 陸上部
- 水泳部（2024年度より順次廃部）
- 剣道部
- 柔道部

### 文化部
- 科学部
- 美術部
- 演劇部（2024年度より順次廃部）

## 通学区域
2014年度は以下の通りである。
- 衣笠栄町
- 金谷2丁目の内2番～4番、11番、3丁目の内4番～6番
- 平作1丁目～3丁目まで、6丁目（8番を除く）、7丁目（1番～3番を除く）
- 小矢部1丁目（10番～14番を除く）、2丁目、3丁目（6番16号～36号、7番、8番1号～12号、16番～27番、1,277番～1,279番、1,283番地、1,284番地、1,293番地を除く。）、4丁目（1,211番地～1,235番地を除く）

また、以下の地域は他校の通学区域であるが、通うことができる。
- 佐野町6丁目9～33番地
- 平作7丁目1～3番

## 進学前小学校
- 横須賀市立城北小学校 - 全域
- 横須賀市立衣笠小学校 - 衣笠栄町、小矢部1丁目、2丁目、3丁目（6番16号～36号、7番、8番1号～12号、16番～27番、1,277番～1,279番、1,283番地、1,284番地、1,293番地を除く。）、4丁目（1,211番地～1,235番地を除く）

また、公立学校選択制により、以下の学校からも進学できる。
- 横須賀市立逸見小学校
- 横須賀市立沢山小学校
- 横須賀市立桜小学校
- 横須賀市立汐入小学校
- 横須賀市立豊島小学校
- 横須賀市立鶴久保小学校
- 横須賀市立公郷小学校
- 横須賀市立森崎小学校
- 横須賀市立池上小学校
- 横須賀市立衣笠小学校 - 大矢部中学校が通学区域の地域
- 横須賀市立大矢部小学校 - 大矢部中学校が通学区域の地域のみ

## 交通
- JR横須賀線 衣笠駅より徒歩20分

## 著名な出身者
- 青山美夏人 - プロ野球選手